# Liste von Ordensprovinzen der Gesellschaft Jesu
Dies ist eine Liste von Ordensprovinzen der Gesellschaft Jesu (Jesuiten). Sie umfasst sowohl historische als auch aktuelle Provinzen. Leiter einer Ordensprovinz ist der Provinzial. Delegierte aus den Ordensprovinzen wählen den Generaloberen des Ordens (Pater General).

IHS = Iesum Habemus Socium, ‚Wir haben Jesus als Gefährten‘ (Logo der Jesuiten)

Heute (Stand: 2013) ist die Gesellschaft in 83 Provinzen, 6 unabhängige Regionen und 10 abhängige Regionen (“83 provinces, 6 Independent Regions and 10 Dependent Regions”) unterteilt. Die Liste erhebt keinen Anspruch auf Vollständigkeit oder Aktualität. 

Die Kompliziertheit einer geographischen Zuordnung im steten Wandel einer langen Geschichte des Ordens geht aus Sätzen wie den folgenden hervor: 

„Die Oberdeutsche Ordensprovinz (1556 bis 1773) umfasste neben Bayern auch Ostschwaben, Teile Württembergs, Vorarlberg, Baden, das Elsass (bis 1659), die Schweiz und Tirol. Von der 1556 gegründeten Oberdeutschen Ordensprovinz wurde 1563 die Österreichische und Böhmische Ordensprovinz, und im Jahr 1770 die Bayerische Ordensprovinz von der Oberdeutschen Ordensprovinz abgetrennt. Die gleichfalls 1556 gegründete Niederdeutsche Ordensprovinz wurde 1564 in die Rheinische und Belgische Ordensprovinz, die Rheinische Ordenprovinz 1626 wiederum in die Oberrheinische und die Niederrheinische Ordensprovinz aufgeteilt.“

Die neue deutsche Ordensprovinz beispielsweise umfasst das Gebiet von Deutschland, Dänemark und Schweden. Zu ihrem neuen Provinzial wurde Johannes Siebner ernannt, der sein Amt am 1. Juni 2017 antrat.

## Übersicht nach Erdteilen (unvollständig)
(umfasst sowohl historische als auch aktuelle Provinzen)
| Region                 | Jesuiten | Prozent |
| ---------------------- | -------- | ------- |
| Afrika                 | 1509     | 9 %     |
| Süd-Lateinamerika      | 1221     | 7 %     |
| Nord-Lateinamerika     | 1226     | 7 %     |
| Südasien               | 4016     | 23 %    |
| Asien-Pazifik          | 1639     | 9 %     |
| Zentral- und Osteuropa | 1641     | 10 %    |
| Südeuropa              | 2027     | 12 %    |
| Westeuropa             | 1541     | 9 %     |
| Nordamerika            | 2467     | 14 %    |

### Europa
- Bayerische Ordensprovinz
- Belgische Ordensprovinz[5]
- Böhmische Ordensprovinz
- Deutsche Ordensprovinz
- England siehe Jesuitische Mission in England
- Galizische Ordensprovinz
- Kroatische Ordensprovinz
- Neapolitanische Ordensprovinz
- Niederdeutsche Ordensprovinz
- Niederrheinische Ordensprovinz
- Norddeutsche Provinz
- Oberdeutsche Ordensprovinz
- Oberrheinische Ordensprovinz
- Österreichische Ordenzprovinz
- Ordensprovinz Portugal
- Ordensprovinz von Toledo
- Ostdeutsche Provinz
- Provincia Hungariae (Österreichisch-ungarische Ordensprovinz)
- Rheinische Ordensprovinz
- Schweizer Ordensprovinz
- Süddeutsche Ordensprovinz
- Venetianische Ordensprovinz

### Asien
- Chinesische Ordensprovinz
- Ordensprovinz Indien
- Ordensprovinz Japan

### Amerika
- Ordensprovinz Brasilien (mit der Vizeprovinz Maranhão)
- Ordensprovinz Chile
- Ordensprovinz Quito
- Ordensprovinz Neu-Granada
- Ordensprovinz Peru
- Ordensprovinz Paraguay